# Balajo
Ne doit pas être confondu avec Balajor.
Le Balajo est un bar dansant au 9, rue de Lappe dans le 11e arrondissement de Paris.

## Historique
Il a été ouvert en 1935 la première fois, puis en juin 1936 avec une décoration qui rendait hommage à Carlos Gardel, célèbre chanteur-compositeur de tango mort dans un accident aérien en 1935.
Haut-lieu du bal musette, il tire son nom de celui son propriétaire, Jo France, qui avait déjà créé un petit cabaret cinq ans plus tôt, La Bastoche, dans la même rue, et qui reprit ensuite les locaux du Bal Vernet. Il confie la décoration au peintre Henri Mahé, qui fera aussi la décoration du Moulin-Rouge. Au son de l'accordéon, il fera danser la java au tout-Paris.
En juin 2011, l'établissement, qui a enregistré plus de cinq millions d'entrées depuis sa création, célèbre son 75e anniversaire.

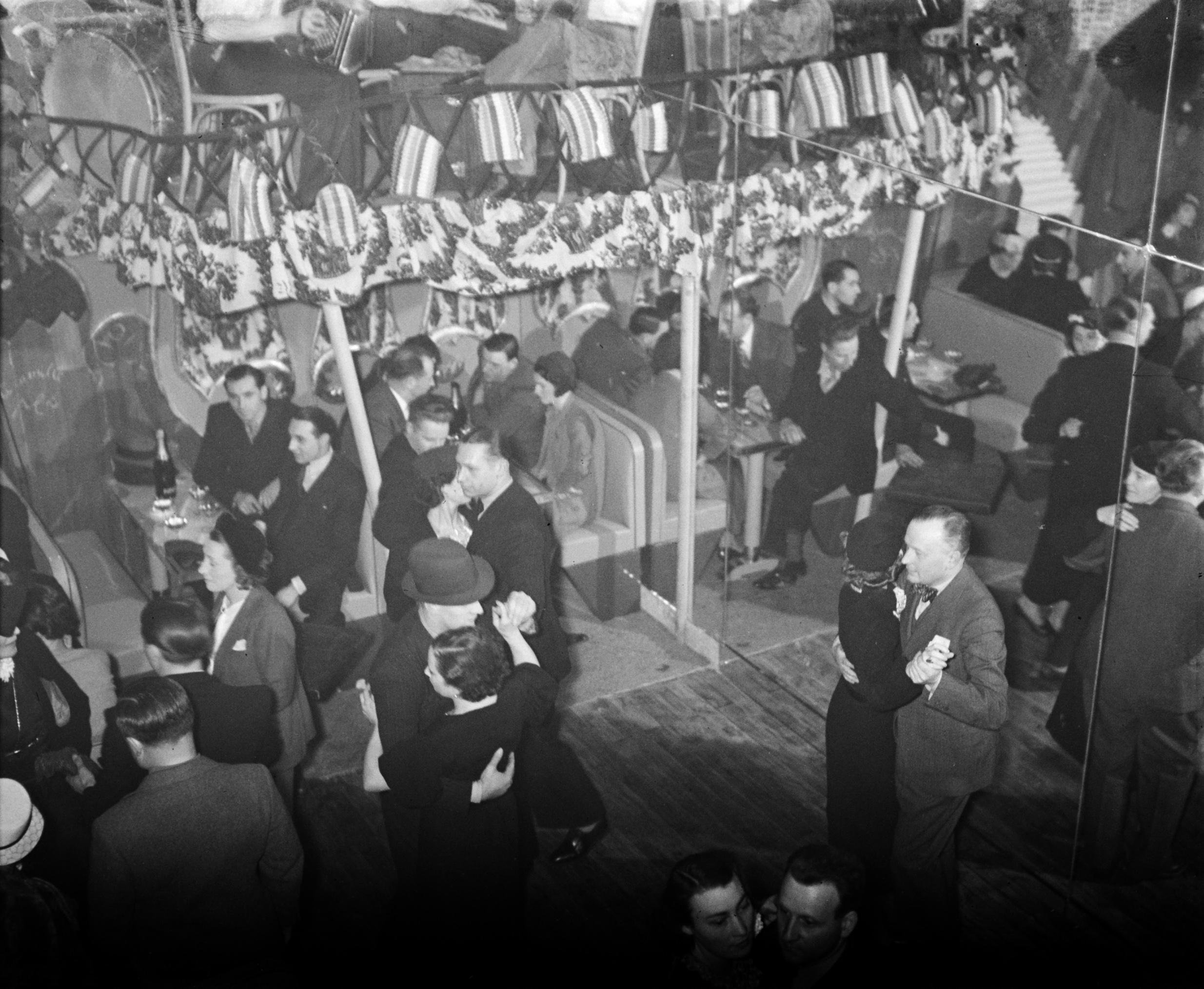
L'établissement en 1936.

## Au cinéma
- 1948 : Le Cœur sur la main d'André Berthomieu[2]
- 1961 : Le cave se rebiffe de Gilles Grangier
- 1971 : Le Cinéma de papa de Claude Berri